# Цюрихський S-Bahn
47°22′41″ пн. ш. 8°32′25″ сх. д. / 47.378169444444° пн. ш. 8.5401777777778° сх. д.
Цюрихський S-Bahn (нім. S-Bahn Zürich) — вид громадського транспорту у Цюриху та околицях (на території кантону Цюрих та частини сусідніх кантонів Ааргау, Шаффгаузен, Швіц, Гларус, Тургау і Санкт-Галлен).
Мережа була створена після того, як проекти створення Цюрихського метрополітену (U-Bahn) були відхилені на референдумах 1960 і 1970 року і була відкрита 27 травня 1990 року.
Для мережі не будувалися нові залізничні лінії, вона складається з ліній, збудованих до 1990 року.
Мережа складається з 26 пронумерованих ліній, багато номерів пропущено. Загальна протяжність мережі — 380 км, є 171 станція.
У системі є підземні дистанції зі станціями.
У мережі частково використовують двоповерхові поїзди SBB-CFF-FFS RABe 514.

## Лінії
| №   | Маршрут                                                                                                  | Примітки | Оператор |
| --- | --- | --- | -------- |
| S2  | Цюрих-Аеропорт — Цюрих-Ерлікон — Цюрих-Головний — Тальвіль — Пфеффікон — Цигельбрюкке (– Унтертерцен)    | Зупиняється лише на окремих станціях між Цюрих-Головний та Цигельбрюкке. | SBB      |
| S3  | (Бюлах –) Цюрих-Гардбрюкке — Цюрих-Головний — Ефретікон — Ветцикон                                       | | SBB      |
| S4  | Цюрих-Головний — Адлісвіль — Лангнау-Гаттікон ( — Зильвальд)                                             | Курсує що 20 хвилин між Цюрих-Головний і Лангнау-Гаттікон; один поїзд на годину продовжує курсувати до Зильвальда. | SZU      |
| S5  | Цуг — Аффольтерн-на-Альбісі — Цюрих-Головний — Устер — Ветцикон — Рапперсвіль — Пфеффікон                | Зупиняється лише на окремих станціях між Цюрих-Головний та Ветциконом | SBB      |
| S6  | Баден — Регенсдорф-Ватт — Цюрих-Гардбрюкке — Цюрих-Головний — Ітікон                                     | | SBB      |
| S7  | Вінтертур — Клотен — Цюрих-Гардбрюкке — Цюрих-Головний — Майлен — Рапперсвіль                            | Без зупинок між Цюрих-Штадельгофен та Майлен. | SBB      |
| S8  | Вінтертур — Валлізеллен — Цюрих-Ерлікон — Цюрих-Головний — Тальвіль — Пфеффікон — (Цигельбрюкке)         | | SBB      |
| S9  | (Шафгаузен –) Рафц — Цюрих-Гардбрюкке — Цюрих-Головний — Устер                                           | Між Шаффхаузеном і Рафцем курсують альтернативні потяги. На початок 2020-х обслуговує дві локації у Німеччині. | SBB      |
| S10 | Цюрих-Головний — Цюрих-Тримлі — Ютліберг                                                                 | У будні дні між Цюрих-Головний і Тримлі курсує що півгодини поїзд, який прямує до Ютліберг; у вихідні поїзди курсують що 20 хвилин. | SZU      |
| S11 | (Арау — Ленцбург –) Дитикон — Цюрих-Головний — Цюрих-Штетбах — Вінтертур — Зойцах/Зенгоф-Кібург (– Віла) | Зупиняється лише на деяких станціях між Цюрих-Головний та Вінтертуром; потяги курсують по черзі до Зойцаха і Зеннгоф-Кібурга. | SBB      |
| S12 | Бругг — Цюрих-Головний — Цюрих-Штетбах — Вінтертур — Шафгаузен/Віль                                      | Зупиняється лише на деяких станціях між Цюрих-Головний та Вінтертуром; потяги курсують по черзі до Шафгаузена та Віля. | SBB      |
| S13 | Веденсвіль — Замстагерн — Айнзидельн                                                                     | | SOB      |
| S14 | Аффольтерн-на-Альбісі — Цюрих-Головний — Цюрих-Ерлікон — Устер — Ветцикон — Гінвіль                      | | SBB      |
| S15 | Нідервенінген — Цюрих-Гардбрюкке — Цюрих-Головний — Устер — Ветцикон — Рапперсвіль                       | Зупиняється лише на деяких станціях між Цюрих-Головний та Ветциконом | SBB      |
| S16 | Цюрих-Аеропорт — Цюрих-Гардбрюкке — Цюрих-Головний — Герліберг-Фельдмайлен (– Майлен)                    | До Майлена курсує лише увечері | SBB      |
| S17 | Дітікон — Бремгартен — Бремгартен-Західний — Волен                                                       | Потяги курсують що півгодини між Дітіконом і Воленом; у будні додаткові потяги з Дітікона до Бремгартен-Західний курсують що 15 хвилин. | AVA      |
| S18 | Цюрих-Штадельгофен — Цюрих-Регальп — Форх — Еслінген                                                     | Трамвай-поїзд, який працює через трамвайну мережу Цюриха аж до Регальпа, зупиняючись на деяких трамвайних зупинках. Що 15 хвилин потяги курсують до Форха, а альтернативні потяги прямують до Еслінгена. У пікові періоди чотири потяги на годину курсують до Еслінгена, не зупиняючись між Регальпом і Форчем, а ще чотири курсують до Форха. | FB       |
| S19 | (Кобленц — Баден —) Дітікон — Цюрих-Головний — Цюрих-Ерлікон — Ефретікон ( — Пфеффікон)                  | Здійснює перевезення від Кобленц — Дітікон та Ефретікон — Пфеффікон ZH лише у годину пік | SBB      |
| S20 | Ютліберг — Цюрих-Головний — Цюрих-Гардбрюкке                                                             | Курсує лише у годину пік |          |
| S21 | Регенсдорф-Ватт — Цюрих-Головний — Цюрих-Гардбрюкке                                                      | Курсує лише у годину пік |          |
| S24 | Тайнген/Вайнфельден — Вінтертур — Цюрих-Аеропорт — Віпкінген — Цюрих-Головний — Тальвіль — Цуг           | Між Тайнгеном і Вінтертуром курсують альтернативні потяги. | SBB      |
| S25 | Цюрих-Головний — Пфеффікон — Цигельбрюкке — Гларус — Лінталь                                             | Щогодинне курсування. Обслуговує лише деякі зупинки між Цюрих-Головний та Цигельбрюкке | SBB      |
| S26 | Вінтертур — Баума — Рюті                                                                                 | Зазвичай його називають Тестальбан. | Thurbo   |
| S29 | Вінтертур — Штайн-на-Рейні                                                                               | | Thurbo   |
| S30 | Вінтертур — Фрауенфельд — Вайнфельден (– Романсгорн — Роршах)                                            | Щогодинне курсування | Thurbo   |
| S33 | Вінтертур — Андельфінген — Шафгаузен                                                                     | | Thurbo   |
| S35 | Вінтертур — Віль                                                                                         | | Thurbo   |
| S36 | Вальдсгут — Бад-Цурцах — Бюлах                                                                           | Щогодинне курсування | Thurbo   |
| S40 | Рапперсвіль — Пфеффікон — Замстагерн — Айнзідельн                                                        | | SOB      |
| S41 | Вінтертур — Бюлах                                                                                        | | Thurbo   |